# Беспалов Максим Геннадійович
Максим Геннадійович Беспалов (нар. 19 серпня 1983, Дніпропетровськ) — український письменник, журналіст, військовий, мандрівник, блогер. Член Українського ПЕН.

## Біографія

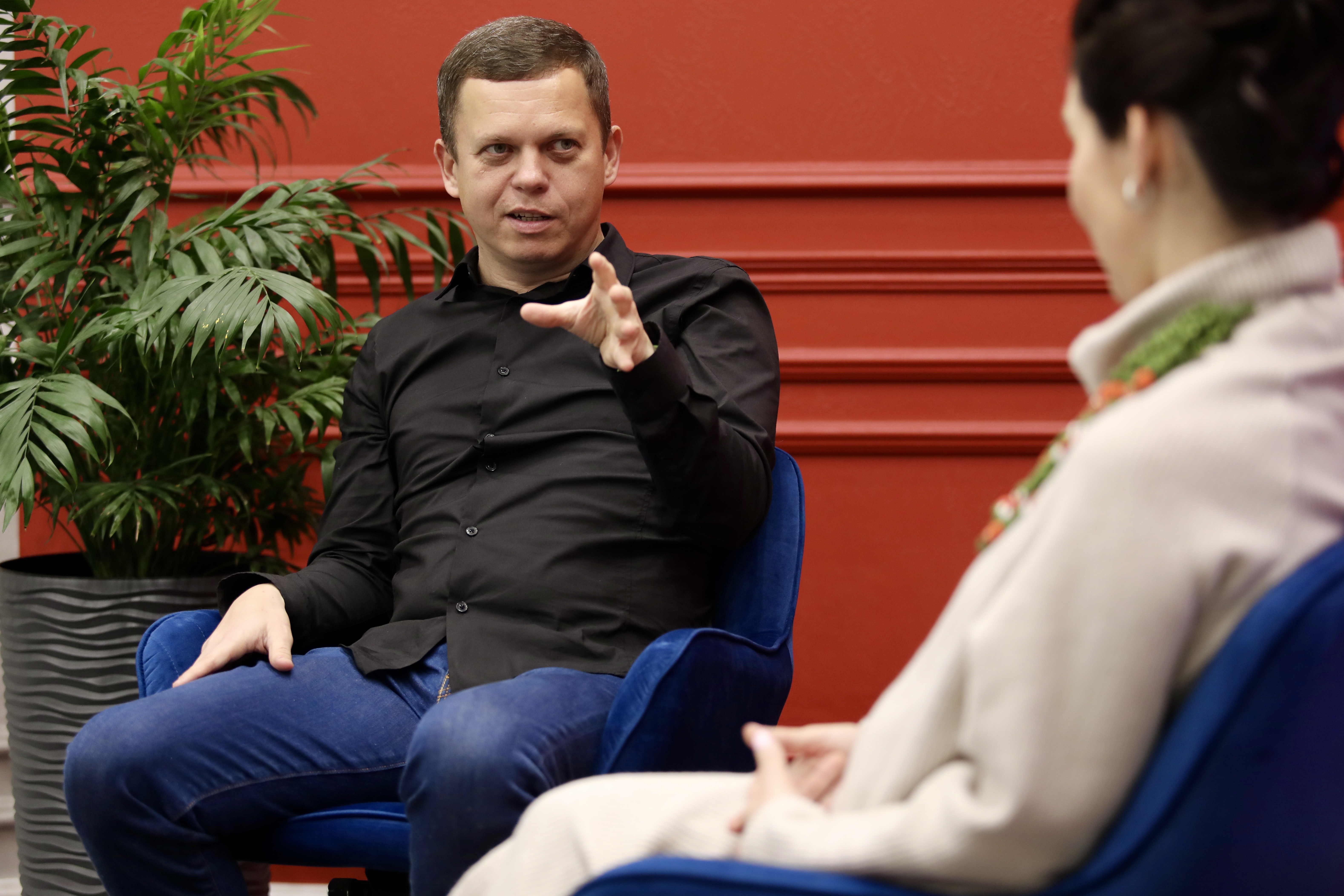
Максим Беспалов на презентації книжки «У пошуках Єви» (Львів, листопад 2024)

Народився у Дніпропетровську 19 серпня 1983 року. З дитинства хотів стати письменником, мандрівником. Закінчив Дніпропетровський державний університет у 2005 році (факультет систем і засобів масової комунікації). У 2015 році переїхав із Дніпропетровська до Львова.
Друкувався у часописах «Четвер», «Нова проза», «Мистецькі грані», «Дніпро», «СТЫХ». Один із співупорядників останніх чисел альманаху «СТЫХ». Співпрацював з виданнями «Новое время», «Історична правда», «Лівий берег», «Вокруг Света», «Bird in flight». Був ведучим щоденного політичного ток-шоу «Наживо» на дніпровському телебаченні.
Працює туристичним лідером створюючи авторські тури, описує власні подорожі у блозі та книгах («Шлях на край світу», «Український Шпіцберген», «Усе, що ви знаєте про Ірландію»). Відвідав понад 40 країн на чотирьох континентах.

## Східний вал
Спочатку книга була видана у 2013 році під назвою «Східний вал. 1985» під псевдонімом Максим Січеславець. У 2020 році книга була майже повністю переписана і видана під назвою «Східний вал» під справжнім ім'ям автора.
Роман написаний на стику альтернативної історії та соціальної фантастики.
За сюжетом, під час Другої світової війни радянські війська не змогли подолати німецький Східний Вал (Лінія Пантера-Вотан) і мирний договір зафіксував кордон між СРСР і Третім Рейхом по Дніпру. Невдовзі, після смерті Гітлера, Третій Рейх розпався, і на його уламках постала незалежна Українська держава. Роман присвячений життю Дніпропетровська та Січеслава – містам, які колись становили єдине ціле, а в альтернативній реальності опинилися по різні сторони кордону. В одній із частин книги хлопця з Дніпропетровська переслідує КДБ за ніч, проведену з дівчиною із Заходу. В іншій — фотограф із Січеслава полюбляє розглядати у потужний телескоп життя радянських українців. Закохується у студентку, і не в змозі з нею зустрітися, вирішує вбити її зі снайперської гвинтівки. Однією з сюжетних ліній роману є футбольне протистояння футбольних клубів обох міст в чвертьфіналі Кубку чемпіонів 1984/85 (алюзія на реальний виступ ФК «Дніпро» у Кубку 1984/85).
Ідея роману виникла після відвідин міста Нікосії у Кіпрі, розділеного на турецьку та грецьку частину.
В 2020 році книга увійшла до довгого списку Книги року BBC. Презентаційний тур книжки був підтриманий грантом "Культурної столиці" 

## Шлях Святого Якова
Надихнувшись фільмом «Шлях» Максим пройшов Шлях святого Якова у 2012 році коли шлях був майже невідомим для українців. Після того Максим повторював паломництво більш ніж десять разів.
Після проходження шляхом Святого Якова виникла ідея подовжити шлях до України, оскільки одне з відгалужень Шляху було промарковано у Польщі й доходило до кордону України. Разом із Сергієм Нагорним у 2015 році Максим промаркував першу частину шляху в Україні, від Львова до кордону з Польщею (Ставчани — Великий Любінь, Судова Вишня — Мостиська).
У 2016 році у видавництві «Темпора» вийшла книга Максима «Шлях на край світу» у жанрі художнього репортажу.

## Нагороди та відзнаки
- Фіналіст літературного конкурсу «Євроформат» (2008) за роман «Сатаністи»[27][28][5]
- Лауреат літературного конкурсу видавництва «Смолоскип» (III премія, 2011) за збірку короткої прози «Мертва жирафа»[5].
- Був обраний учасником Харківської літературної резиденції (2020) для роботи над романом «Пожежа»[29][30]

## Інтелектуальні ігри
Гравець українського телевізійного клубу «Що? Де? Коли?». У спортивній версії цієї гри у складі різних команд брав участь у Чемпіонаті світу (2011), Чемпіонаті Європи серед студентів (2005, 2007), чемпіонатах та кубках України. Бронзовий призер Кубку України (2012).
Брав участь у флешмобах та описував цей феномен, осмислюючи флешмоб як повернення до джерел культури на вищому рівні коли маси людей творять для випадкових одиниць.
У автоквестах виступав за дніпропетровську команду «Самогонщики».